# Novalena costata
Novalena costata là một loài nhện trong họ Agelenidae.
Loài này thuộc chi Novalena. Novalena costata được Frederick Octavius Pickard-Cambridge miêu tả năm 1902.